# Димківська іграшка

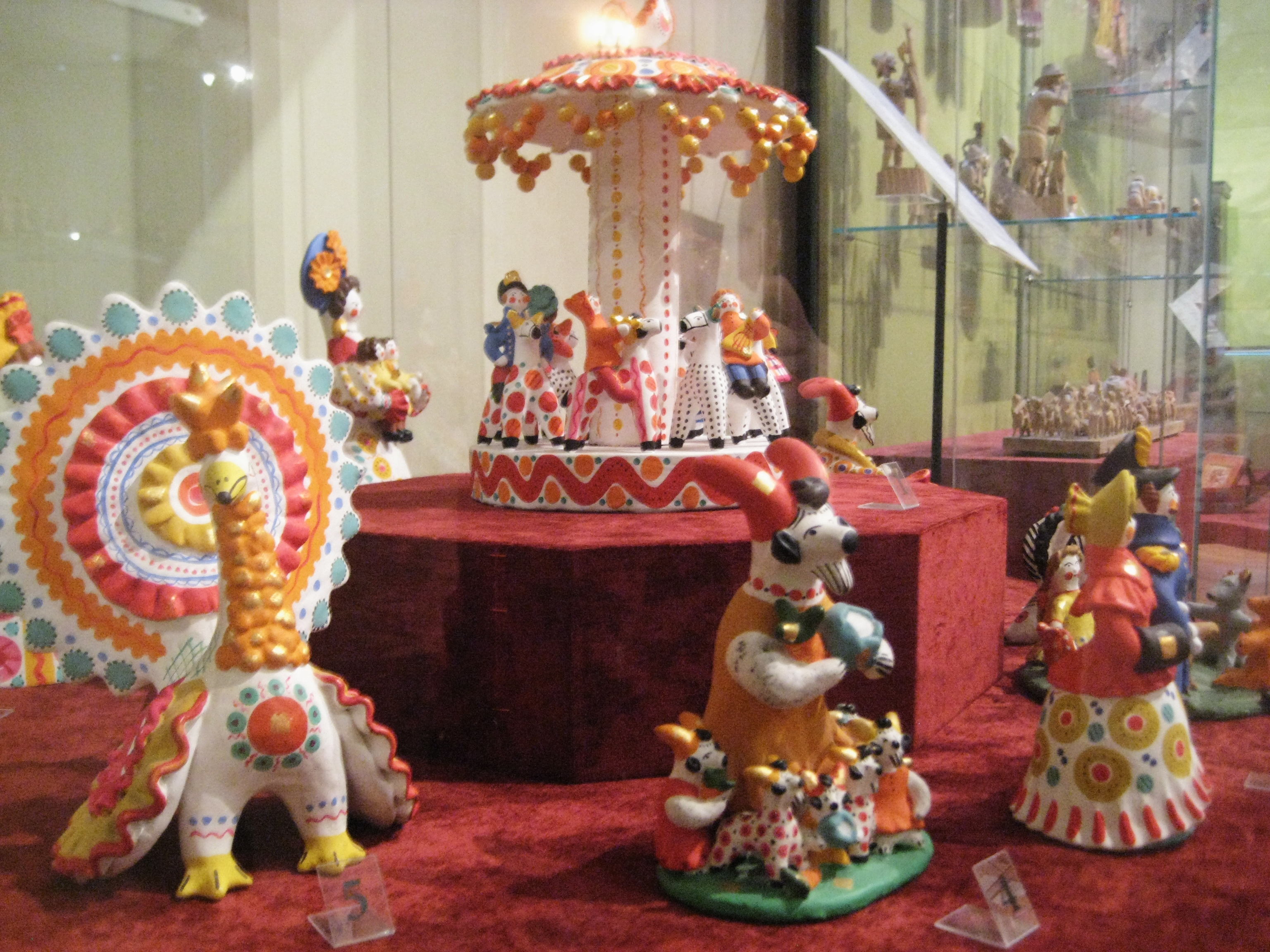
Димківська іграшка, Всеросійський музей декоративно-прикладного та народного мистецтва

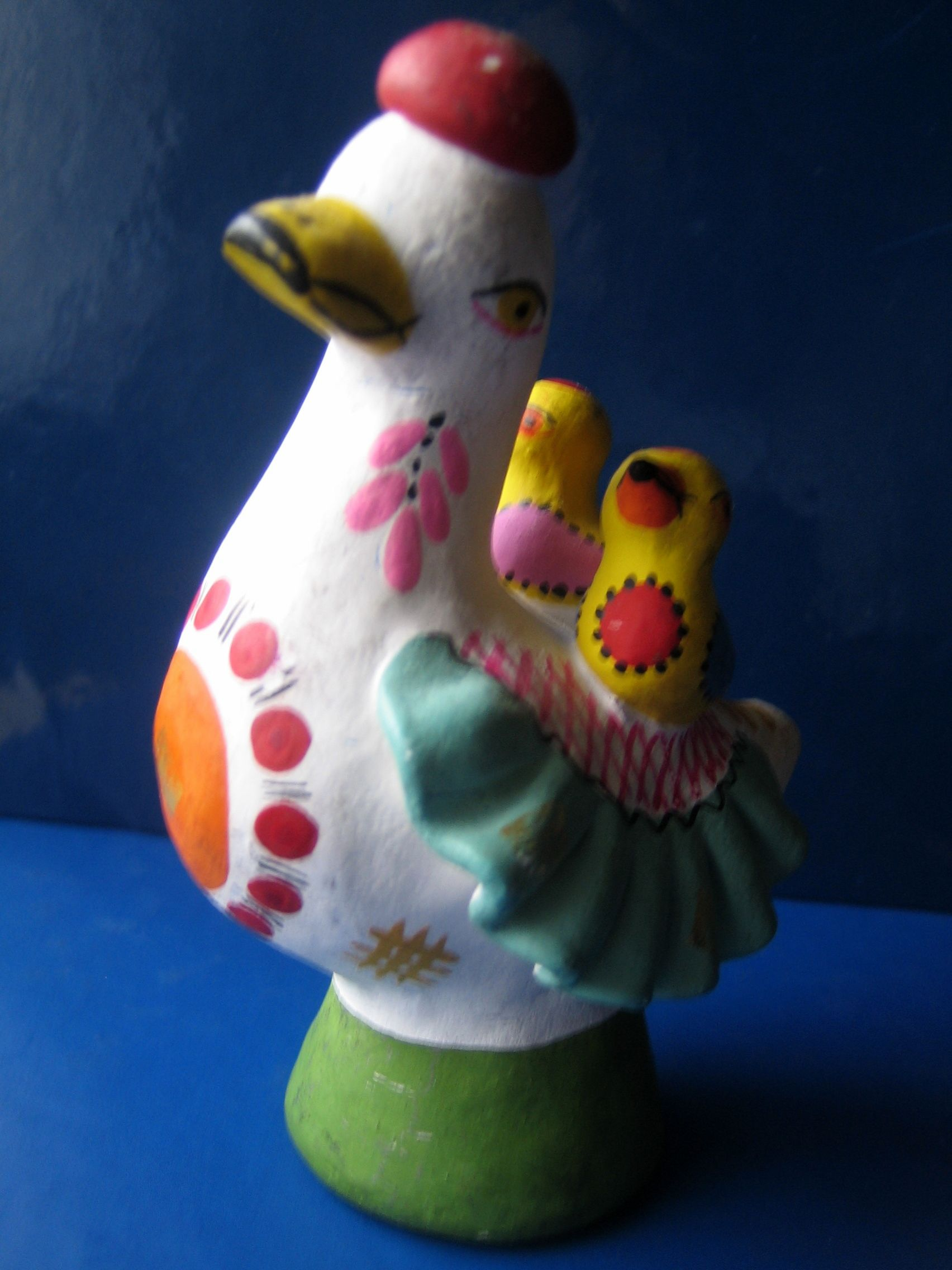
Димківська іграшка

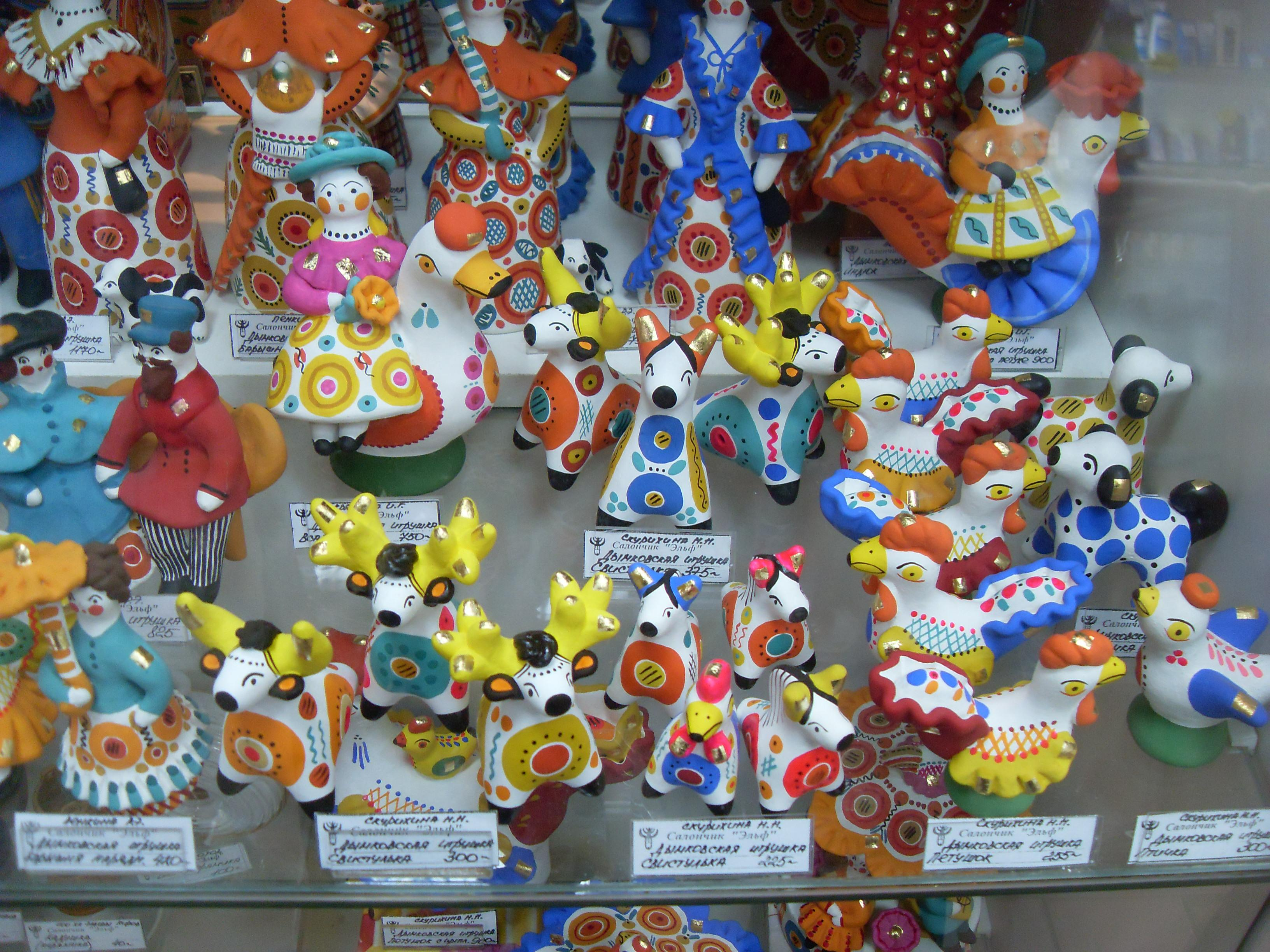
Димківські іграшки

Димківська іграшка — один з російських народних глиняних художніх промислів. Виник у зарічній слободі Димкове, поблизу міста Вятки (нині на території міста Кірова).

## Історія
Виникнення іграшки пов'язують із весняним святом Свистунья, до якого жіноче населення слободи Димкове ліпило свистунці з глини у вигляді коней, баранів, козлів, качок та інших тварин; їх фарбували в різні яскраві кольори. Пізніше, коли свято втратило своє значення, промисел не тільки зберігся, а й отримав подальший розвиток.

## Виготовлення
Димківська іграшка — виріб ручної роботи. Кожна іграшка — створення одного майстра. Виготовлення іграшки від ліплення і до розпису — процес творчий, ніколи не повторюється. Немає й не може бути двох абсолютно однакових виробів.
Для виробництва димківської іграшки використовується місцева яскраво-червона глина, ретельно перемішана з дрібним коричневим річковим піском. Фігурки ліплять по частинах, окремі деталі збирають і доліплюють, використовуючи рідку червону глину як сполучний матеріал. Сліди ліплення загладжують для додання виробу рівної поверхні.
Після повної просушки протягом від двох до п'ятдесяти днів і випалу при температурі 700—900 °C іграшки покривають темперами білилами в два-три шари (раніше побілку здійснювали крейдою, розведеною на молоці). Раніше іграшки розписували темперами фарбами, замішаними на яйці з квасом, використовуючи замість кистей палички і пір'я. Розписану іграшку знову покривали збитим яйцем, що надавало бляклим аніліновим фарбам блиск і яскравість. Сьогодні для розпису застосовуються анілінові барвники і м'які колонкові кисті. Використання широкої гами кольорів, в якій багато червоного, жовтого, синього, зеленого, червоного, надає димківській іграшці особливої яскравості і ошатності. Строго геометричний орнамент будується по різноманітним композиційним схемам: клітини, смужки, кола, точки наносяться в різних поєднаннях. Завершують прикрасу іграшки ромбики з потали або сусального золота, наклеєні поверх візерунка.
Найбільш поширені сюжети: няньки з дітьми, водоноски, барани з золотими рогами, індички, півні, олені, молоді люди, скоморохи, пані.

## Значення димківської іграшки
Димківська іграшка стала одним із символів Кіровської області, що підкреслює самобутність Вятського краю, його давню історію.
Завдяки своїй пластиці, простоті візерунків, яскравості палітри димківська іграшка широко вивчається і використовується в дитячій творчості, втілюючись у вигляді малюнків, виробів з глини та інших матеріалів. Наряди димківських «баринь» знайшли відображення в колекціях сучасних модельєрів одягу.
Народний «димківський» стиль неодноразово використовувався в художніх (перш за все дитячих) творах.
У 2010 році в центрі міста Кірова встановлена скульптурна група «Сім'я», виконана за канонами димківської іграшки і представляє собою групу з барині з немовлям, мужичка з гармошкою, дитини зі свистулькою, кішки і собаки.

Мотиви димківского орнаменту були використані на церемонії відкриття зимових Олімпійських ігор 2014 року в Сочі.

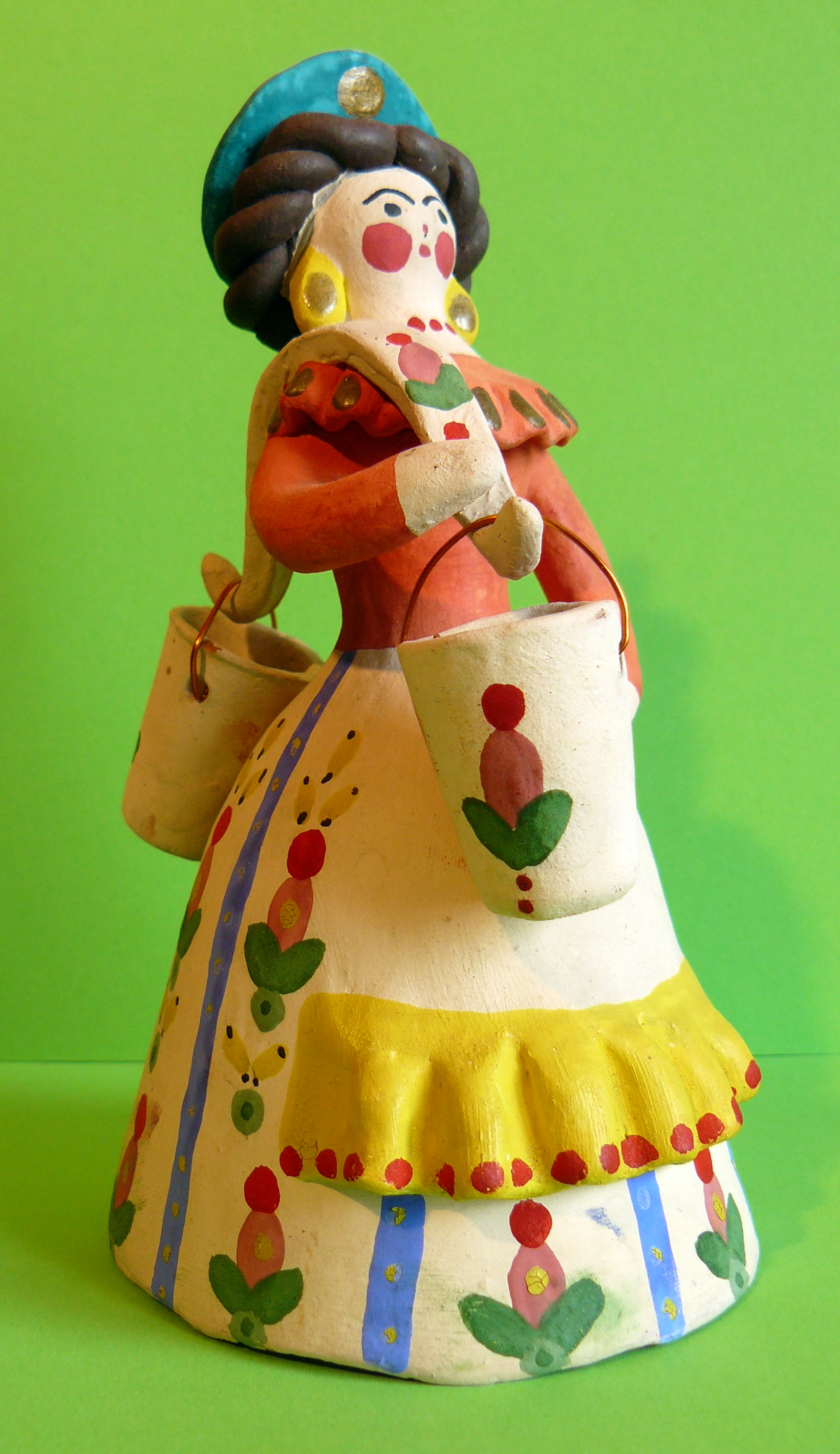
Водоноска
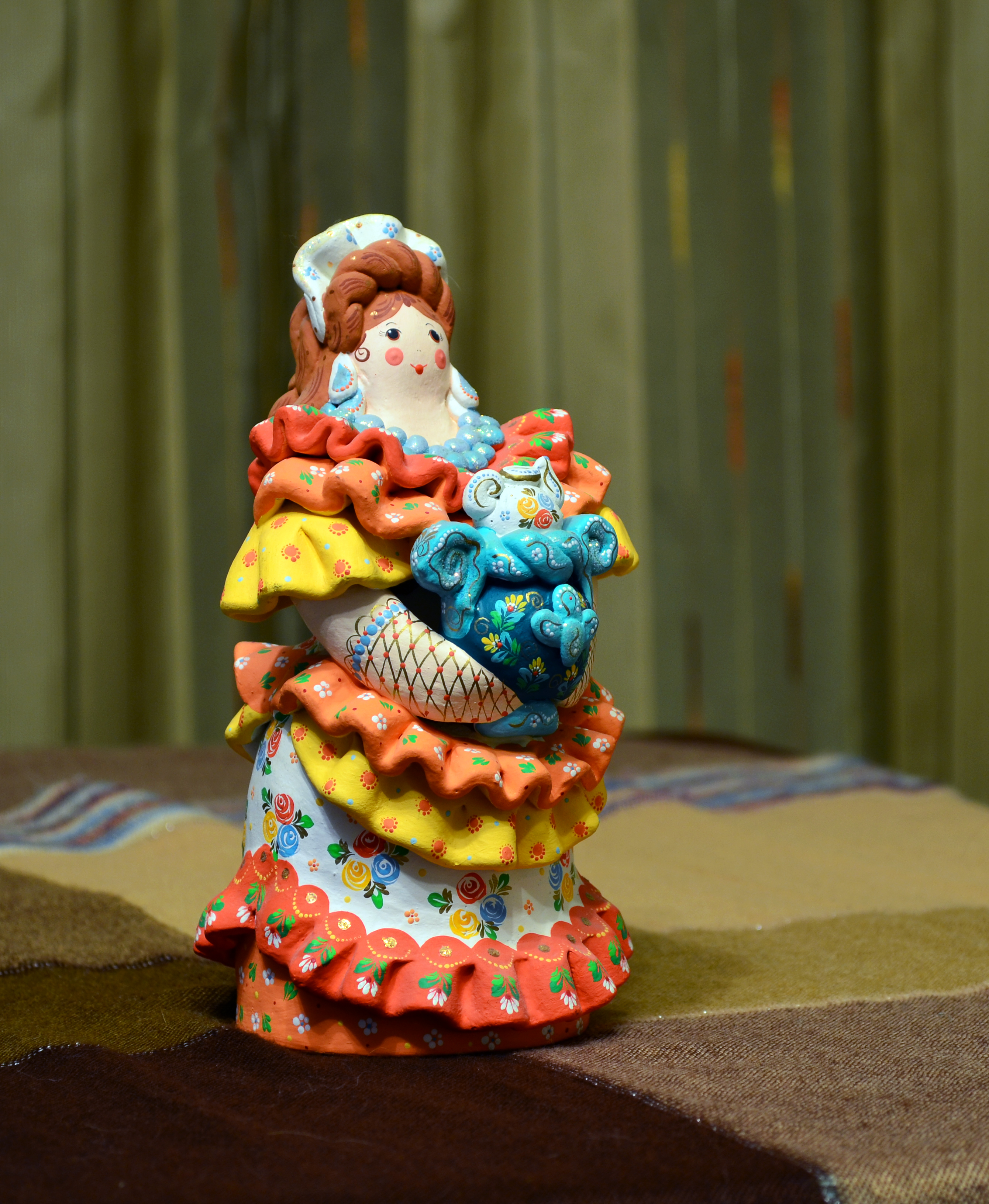
Дівчина із самоваром
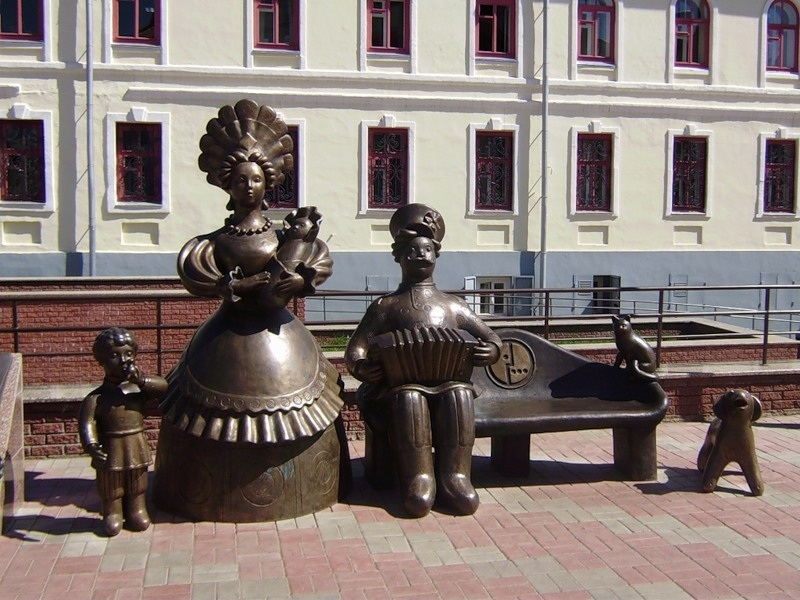
Скульптурна група «Сім'я», виконана за канонами димківської іграшки

## Примітка
1. ↑  ТК Культура: Традиции русской вышивки в Гостином дворе [Архівовано 5 січня 2012 у Wayback Machine.].
2. ↑  В Кирове появился памятник дымковской игрушке [Архівовано 4 січня 2012 у Wayback Machine.]. Интерфакс.
3. ↑  Сочинский стадион «Фишт» во время церемонии открытия XXII зимних Олимпийских игр украсили дымковским орнаментом [Архівовано 24 грудня 2015 у Wayback Machine.]. Вятский край.